# ROG 폰
ROG 폰(ROG Phone)은 에이수스가 만든 안드로이드 게이밍 스마트폰으로, ROG 스마트폰 시리즈의 1세대 모델이다. 2018년 6월 8일 컴퓨텍스 컴퓨터 박람회에서 발표되었으며, 게이머를 주요 대상으로 하는 최초의 에이수스 스마트폰이다. 레이저 폰, 샤오미 블랙 샤크, ZTE 누비아 레드 매직과 경쟁한다.

## 사양

### 하드웨어
ROG 폰은 유리 뒷면 플레이트가 있는 금속 섀시를 갖추고 있다. 장치의 후면에는 RGB 조명 로고(X-모드 또는 게이밍 모드 및 수동 조정 가능)가 특징이며, 일반 스마트폰 시장에서 볼 수 있는 알림 표시등과 유사하게 사용자가 다양한 색상을 표시하도록 사용자 지정할 수 있다. 이 전화기는 퀄컴 스냅드래곤 845 SoC와 3 GHz + 1.7 GHz 옥타 코어(4+4) Kryo 385 CPU 및 아드레노 630 GPU를 탑재하고 있다. 메모리는 8GB 크기(LPDDR4)이며, 내부 저장 공간은 128GB 또는 512GB UFS 2.1 중 선택할 수 있다. 디스플레이는 6.0인치 AMOLED이며, 코닝 고릴라 글래스 6 패널로 지원되고, 해상도는 1080x2160(402 ppi), 응답 시간은 1ms, 주사율은 90Hz이다. 장치를 가로 모드로 사용할 때 보다 편안한 게임 경험을 제공하기 위해 USB-C 포트와 3.5mm 오디오 잭은 장치 측면에 설치되었다. 또한 마더보드를 시원하게 유지하기 위해 열을 발산하는 GameCool이라는 '베이퍼 챔버' 냉각 기술을 탑재하고 있다. ROG 폰은 IPX4 방수 기능과 액세서리에 연결하는 데 사용되는 맞춤형 이중 USB-C 포트를 갖추고 있다.

### 소프트웨어
전화 OS는 상단에 에이수스 스킨이 수정된 안드로이드 8.1 오레오이다. 내장 센서는 지문 스캐너, 가속도계, 자이로스코프, 기압계이다. 가장자리 일부 영역은 터치 감지 기능이 있으며 기존 게임 컨트롤러에서 볼 수 있는 추가 키를 모방하도록 구성할 수 있다. 이 장치는 또한 나노 SIM 슬롯을 갖추고 있다. ROG 폰은 게임 성능을 최적화하고 백그라운드 앱을 제한하는 소위 "X 모드"를 특징으로 한다.

## 액세서리
전화기와 함께 일련의 독특한 게임 액세서리가 공개되었다. 장치 후면에 부착되는 "AeroActive Cooler"는 외부 냉각 팬 역할을 하여 장치를 시원하게 유지하는 데 도움이 된다. "TwinView Dock"는 장치용 보조 화면을 제공하는 핸드헬드 도크이며, 도크에는 최대 512GB의 SD 카드를 지원하는 메모리 카드 슬롯이 있지만, 미니 또는 마이크로 SD 카드는 슬롯에 맞으려면 풀 사이즈 SD 어댑터가 필요하다. 다른 액세서리로는 모바일 데스크톱 도크, 전화기에 물리적 컨트롤을 제공하는 Gamevice 컨트롤러, 내장 스크린 캐스팅 기능이 없는 TV로 무선 스크린 캐스팅을 위한 WiGig 도크 등이 있다.

## 평가
에이수스 ROG 폰은 비평가들로부터 긍정적인 평가를 받았다. 비즈니스 인사이더에 따르면, 이 전화기는 하이엔드 사양으로 인해 게이머들이 모바일 레전드를 지연 없이 플레이하는 데 사용하여 큰 성공을 거두었다.
외부 냉각 팬을 갖춘 최초의 스마트폰으로 일부 홍보 효과를 얻었다.